# Стюарт (округ, Теннессі)
Шаблон:StateAbbr_ 36°30′ пн. ш. 87°50′ зх. д. / 36.5° пн. ш. 87.84° зх. д.
Округ  Стюарт (англ. Stewart County) — округ (графство) у штаті  Теннессі, США. Ідентифікатор округу 47161.

## Історія
Округ утворений 1803 року.

## Демографія
За даними перепису 2000 року загальне населення округу становило 12370 осіб, усе сільське. Серед мешканців округу чоловіків було 6158, а жінок — 6212. В окрузі було 4930 домогосподарств, 3652 родин, які мешкали в 5977 будинках. Середній розмір родини становив 2,91.
Віковий розподіл населення поданий у таблиці:
| Стать    | До 15 років | 15-21 | 22-29 | 30-39 | 40-49 | 50-65 | 65-85 | Понад 85 |
| -------- | ----------- | ----- | ----- | ----- | ----- | ----- | ----- | -------- |
| Чоловіки | 1269        | 572   | 526   | 938   | 910   | 1114  | 761   | 68       |
| Жінки    | 1190        | 498   | 565   | 879   | 944   | 1122  | 872   | 142      |

## Суміжні округи
- Тріґґ, Кентуккі — північ
- Крістіан, Кентуккі — північний схід
- Монтгомері — схід
- Г'юстон — південь
- Бентон — південний захід
- Генрі — захід
- Калловей, Кентуккі — північний захід

## Виноски
1. ↑  U.S. Decennial Census. United States Census Bureau. Архів оригіналу за 26 квітня 2015. Процитовано 14 квітня 2015.
2. ↑  Historical Census Browser. University of Virginia Library. Архів оригіналу за 11 серпня 2012. Процитовано 14 квітня 2015.
3. ↑  Forstall, Richard L., ред. (27 березня 1995). Population of Counties by Decennial Census: 1900 to 1990. United States Census Bureau. Архів оригіналу за 21 лютого 2015. Процитовано 14 квітня 2015.
4. ↑  Census 2000 PHC-T-4. Ranking Tables for Counties: 1990 and 2000 (PDF). United States Census Bureau. 2 квітня 2001. Архів оригіналу (PDF) за 18 грудня 2014. Процитовано 14 квітня 2015.
5. ↑  State & County QuickFacts. United States Census Bureau. Архів оригіналу за 13 жовтня 2015. Процитовано 7 грудня 2013. [Архівовано 2011-08-11 у Wayback Machine.](англ.) Наведено за англійською вікіпедією.
6. ↑  American FactFinder. Бюро перепису населення США. Архів оригіналу за 26 лютого 2012. Процитовано 31 січня 2008. [Архівовано 2008-05-21 у Wayback Machine.]

| США | Це незавершена стаття з географії США. Ви можете допомогти проєкту, виправивши або дописавши її. |